# Rustieke architectuur

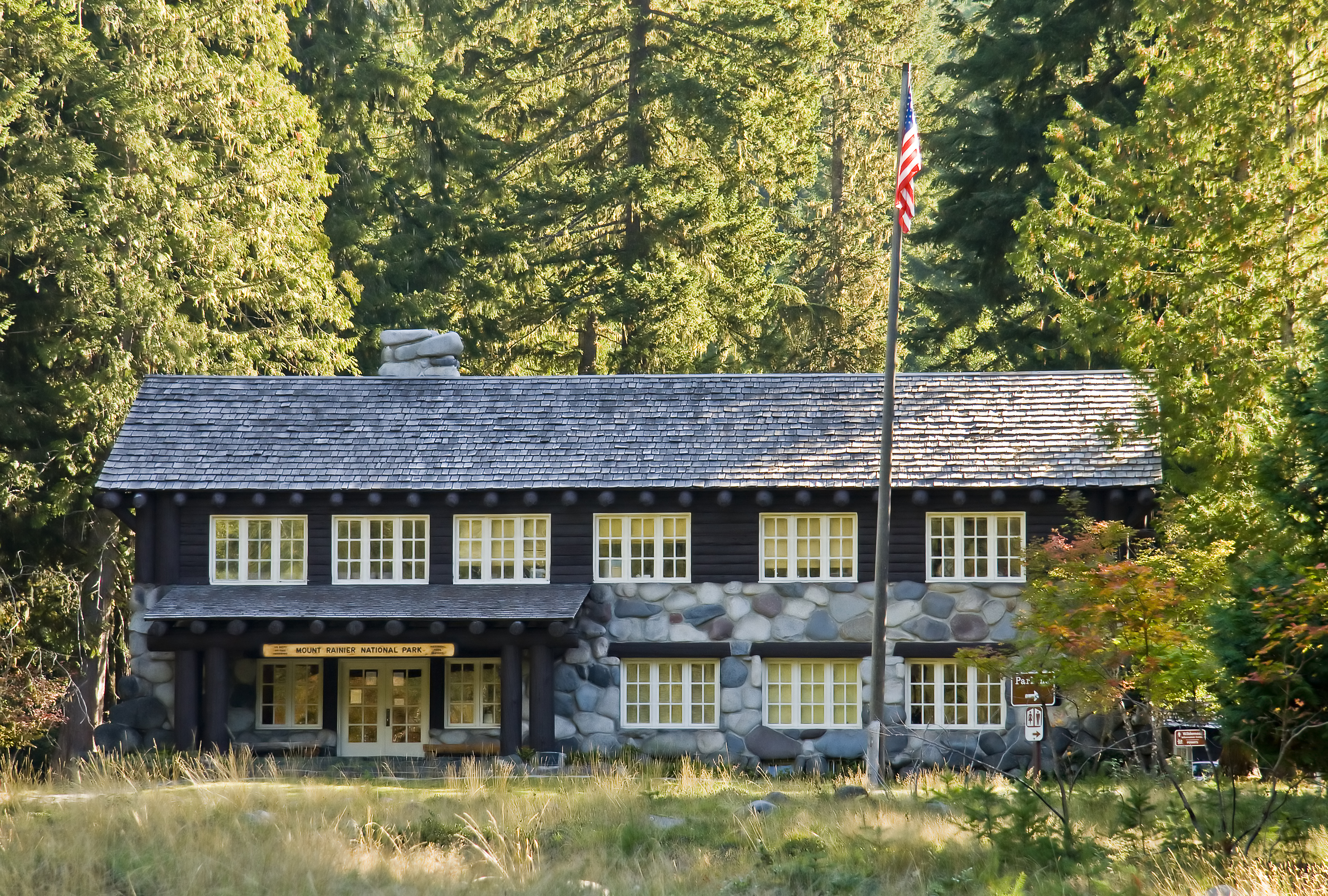
Het Mount Rainier Administrative Building (1928) is het oude hoofdkwartier van het Mount Rainier National Park en een voorbeeld van de rustieke bouwstijl die geassocieerd wordt met Amerika's nationale parken.

Rustieke architectuur (Engels: rustic architecture) is een historische bouwstijl voor landelijke bouwwerken in de Verenigde Staten en Canada. De bouwstijl werd beïnvloed door de Amerikaanse arts-and-craftsbeweging en was vooral populair in de eerste helft van de 20e eeuw. Kenmerkend is het gebruik van plaatselijke en natuurlijke bouwmaterialen, om harmonie met het landschap te bereiken. Overheidsinstanties zoals de National Park Service, het Civilian Conservation Corps en de WPA hebben begin en midden 20e eeuw veel bouwwerken in rustieke stijl opgetrokken. 

## Bouwstijlen

### Adirondack-architectuur

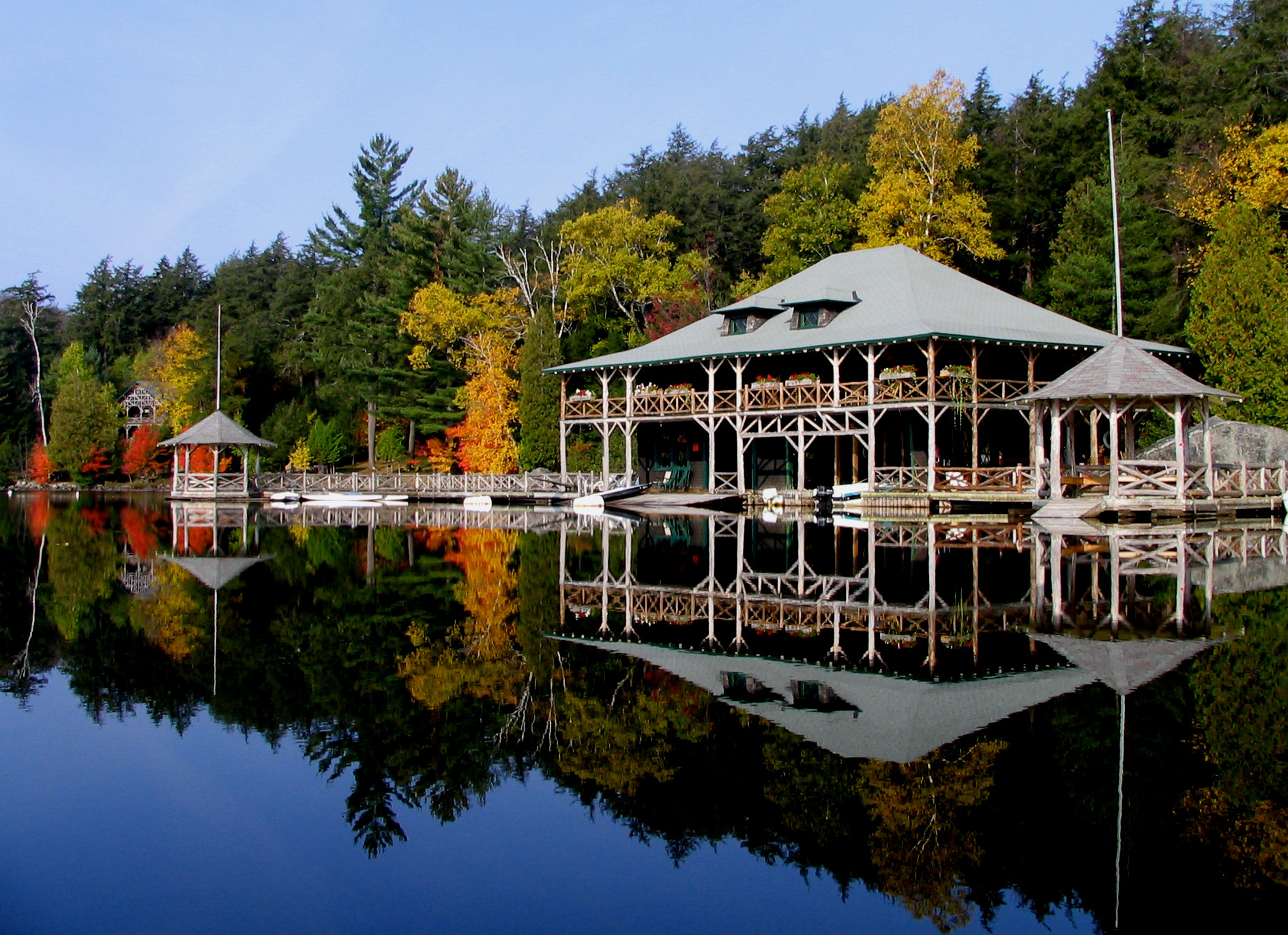
Het botenhuis van het Great Camp Knollwood Club nabij Saranac Lake (New York) is opgetrokken in Adirondackstijl

Adirondack-architectuur is de naam voor de bouwstijl van de Great Camps in het Adirondackgebergte in het noorden van de staat New York, die sinds de jaren 1870 in opdracht van rijke Amerikanen gebouwd werden. Kenmerkend is het gebruik van inheemse bouwmaterialen, het primitieve, rustieke uiterlijk en de ligging in bosrijke landschappen. De Adirondackstijl begon rond de eeuwwisseling invloed uit te oefenen op de architecten van de nationale parken. Zij ontwikkelden in de vroege twintigste eeuw een eigen vorm van rustieke architectuur, bijgenaamd National Park Service Rustic.

### Nationale parken
De rustieke architectuur van de National Park Service (Engels: National Park Service Rustic) is een bouwstijl voor allerlei gebouwen in Amerika's nationale parken. Veel van de bezoekerscentra, hotels, lodges en andere bouwsels in de nationale parken uit de eerste helft van de twintigste eeuw zijn in een rustieke bouwstijl specifiek aan de National Park Service opgetrokken. Ook voor wegen en bruggen werd de rustieke stijl gebruikt. De meeste gebouwen zijn ondertussen op het National Register of Historic Places geplaatst.
In de rustieke architectuur worden bouwwerken nagestreefd die in harmonie zijn met hun natuurlijke omgeving. Vaak werd er een inheems aandoende stijl nagestreefd. Het gaat meestal om erg arbeidsintensieve gebouwen die classicistische concepten als symmetrie en regelmaat bewust vermijden. Belangrijke bouwmaterialen zijn inheemse houtsoorten, bij voorkeur in de vorm van ruwe balken, en natuursteen.
Belangrijke architecten en ontwerpers van de National Park Service Rustic waren Mary Jane Colter, Daniel Ray Hull, Herbert Maier, Robert Reamer, Merel Sager, Gilbert Stanley Underwood en Thomas Chalmers Vint. De term Parkitecture is een relatief recente bijnaam voor de populaire rustieke architectuur van de nationale parken.

#### Geschiedenis
De eerste nationale parken kwamen tot stand in reactie op de romantiek van de negentiende eeuw, waarin het concept 'wildernis' een nieuwe betekenis kreeg in de Verenigde Staten. Het concept evolueerde in de loop van die eeuw van iets dat gevreesd werd en overwonnen moest worden naar een goed dat bewaard, beschermd en gekoesterd moest worden. Die overgang is merkbaar in het werk van kunstenaars als John James Audubon, James Fenimore Cooper, Thomas Cole, George Catlin en anderen. Onder andere door de kunst, waarin de nieuwe wildernisfilosofie getoond werd, begonnen steeds meer Amerikanen iets te voelen voor het idee van de nationale parken. Voor het eerst werden er natuurgebieden op federaal land afgebakend, beschermd en bewaard, beginnende met Yosemite en Yellowstone.

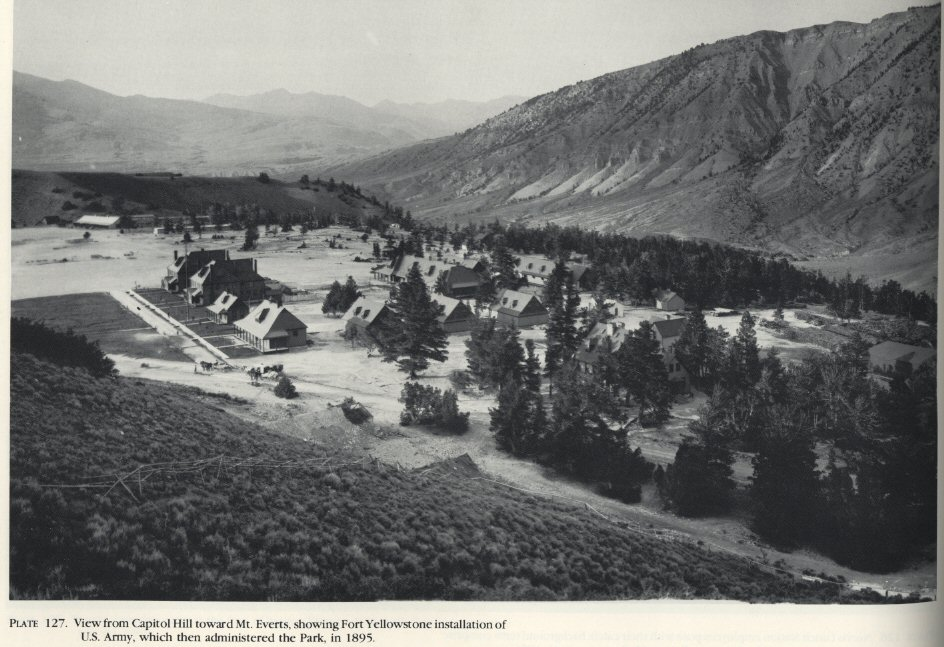
In 1886 vestigde het Amerikaanse leger zich in Camp Sheridan aan de Mammoth Hot Springs in Yellowstone om er het grondstoffenmisbruik en de stroperij tegen te gaan. In 1891 werd het een permanente legerpost onder de naam Fort Yellowstone.

De eerste parken bleken erg moeilijk te besturen. Ten gevolge van politieke schandalen en stroperij werd het Amerikaans leger in 1883 opgeroepen om Yellowstone te beschermen. Het leger bleef er als administratieve kracht tot in 1916. In diezelfde periode werd het leger op verschillende andere plaatsen ingeroepen om parken en bossen te beschermen. Het Amerikaans leger werd genoodzaakt om op al die plaatsen enkele basisfaciliteiten te bouwen, waarvan Fort Yellowstone vermoedelijk het belangrijkste en bekendste voorbeeld is. De legergebouwen werden gebouwd volgens de standaarden van het Amerikaans leger en aangezien het leger geen band had met het landschap, vertoont die architectuur geen specifieke affiniteit met de plaatselijke natuur. Waar het ministerie van Binnenlandse Zaken de administratieve verantwoordelijkheid over de parken behield, werd gekozen voor primitieve overheidsfaciliteiten zoals eenvoudige schuren, blokhutten of tentstructuren. Het ministerie was niet belast met huisvesting en vervoer van bezoekers, maar besteedde die verantwoordelijkheden uit aan concessiehouders. Ook zij kozen aanvankelijk voor primitieve en vaak tijdelijke bouwwerken. Pas na de voltooiing van de noordelijke transcontinentale spoorwegen begon men meer geavanceerde hotels te bouwen. Het classicistische Lake Hotel in Yellowstone, in 1890 door de Northern Pacific Railroad gebouwd, was een van de eerste grote bouwwerken in de nationale parken.

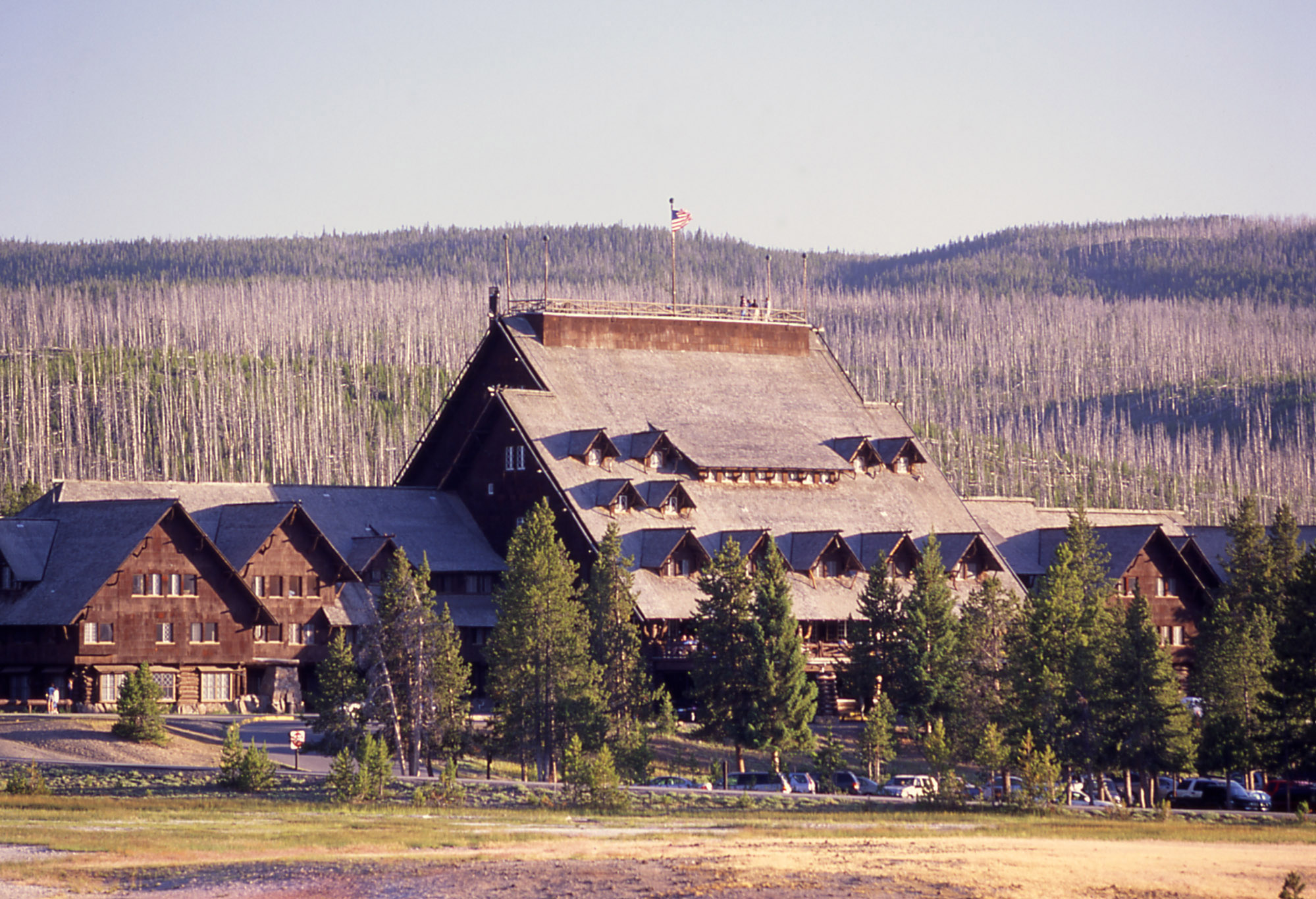
The Old Faithful Inn in Yellowstone National Park (1903), een ontwerp van Robert Reamer, is een van de oudste voorbeelden van de rustieke architectuur van de nationale parken.

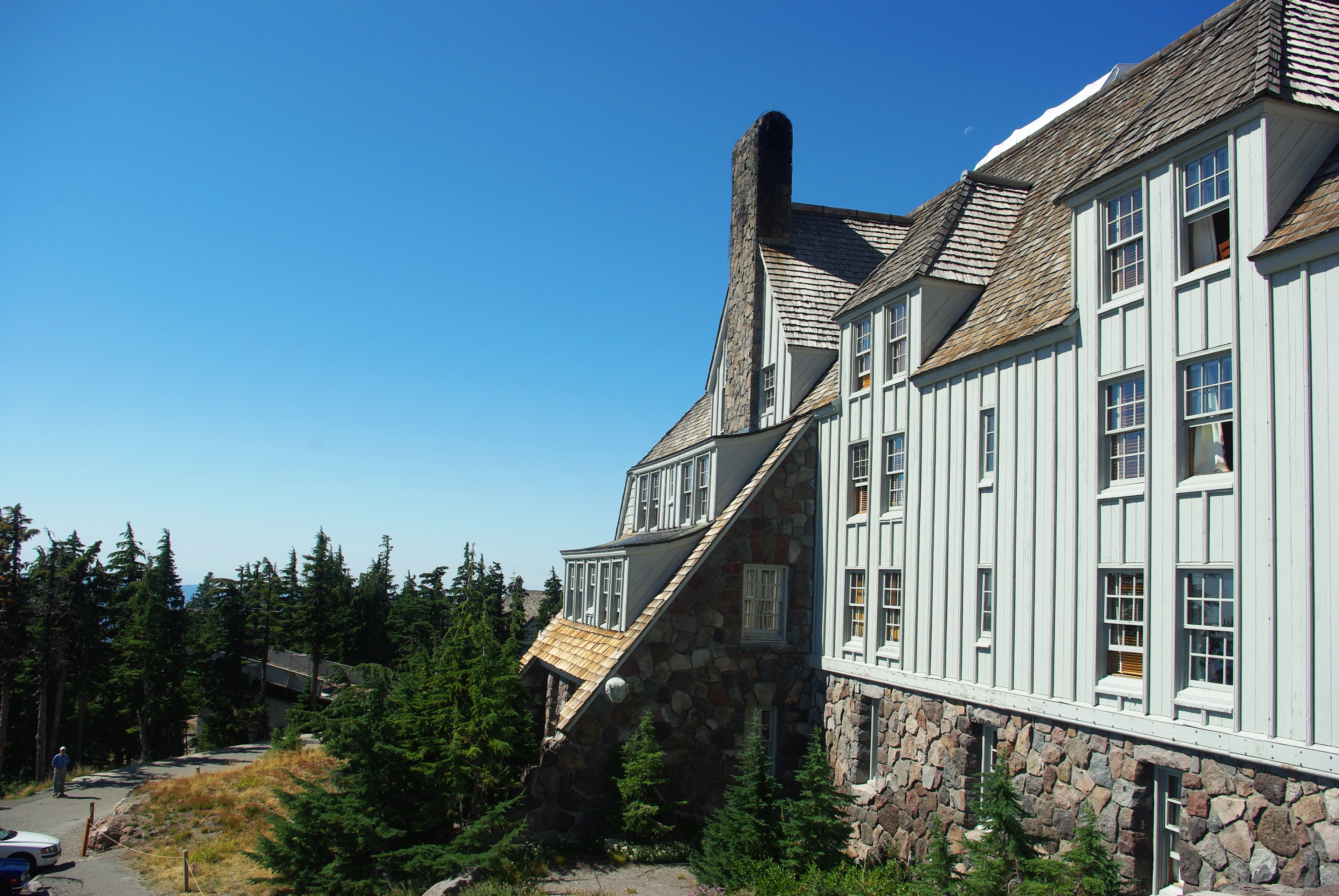
De beroemde rustieke Timberline Lodge (1935) ligt niet in een nationaal park, maar in het Mount Hood National Forest.

Toen de spoorwegmaatschappijen de eerste grote projecten in de parken aanvatten, zochten zij naar een bouwstijl die aangepast was aan de natuurlijke omgeving. In die periode begon de landschapsarchitectuur een grote invloed uit te oefenen op de architectuurtheorie. In 1842 had de Amerikaanse landschapsarchitect Andrew Jackson Downing in het boek Cottage Residences zijn ideeën over "pictureske" landschappen en het belang van de natuur in architectuur en landschapsarchitectuur geuit. In de daaropvolgende decennia nam de samenwerking en synergie tussen de architectuur en landschaparchitectuur verder toe. Er ontstond een rustieke architectuur waarbij landschap en gebouw met elkaar in overeenstemming waren. De eerste grootschalige en bewust rustieke bouwwerken verschenen in de jaren 1870 in het Adirondackgebergte in het noorden van de staat New York. Deze Adirondack-architectuur gebruikte hoofdzakelijk natuurlijke materialen als natuursteen, boomstammen en shingles en streefde harmonie met de omliggende boslandschappen na. Na 1900 begon die bouwstijl invloed uit te oefenen op de architectuur van de nationale parken.
In de jaren 20 kregen de nationale parken van de VS een betere organisatie. De National Park Service, opgericht in 1916, ontwikkelde in die periode een architectuurbeleid voor zijn parken. Onder invloed van Thomas Chalmers Vint en architect Herbert Maier werd rustieke architectuur de nieuwe standaard voor de nationale parken. In de jaren 30 beheerde de Service ook verschillende Civilian Conservation Corps-projecten in staatsparken (state parks), waar eveneens voor rustieke bouwwerken werd gekozen.
In de jaren 50 koos de National Park Service ervoor om een andere richting uit te gaan. Met Mission 66, een grootschalig vernieuwingsprogramma voor de nationale parken, werd voor moderne en modernistische architectuur gekozen. Na de Tweede Wereldoorlog werd duidelijk dat de bouw van tijd- en arbeidsintensieve lodges niet geschikt was voor de toenemende stroom bezoekers, die steeds vaker met de auto kwamen. Het Mission 66-plan van Vint en Maier betekende een ommezwaai van het architectuurbeleid van de National Park Service.
Veel van de modernistische bouwwerken waren een halve eeuw later zelf verouderd of aan renovatie toe. Bovendien beschouwden veel bezoekers de moderne architectuur als storend in een natuurlijk landschap. Voor verschillende recente bouwprojecten, zoals het nieuwe Henry M. Jackson Visitor Center in Mount Rainier National Park, werd opnieuw gekozen voor een traditioneler ontwerp dat enigszins aansloot bij de filosofie van de rustieke architectuur.

### WPA

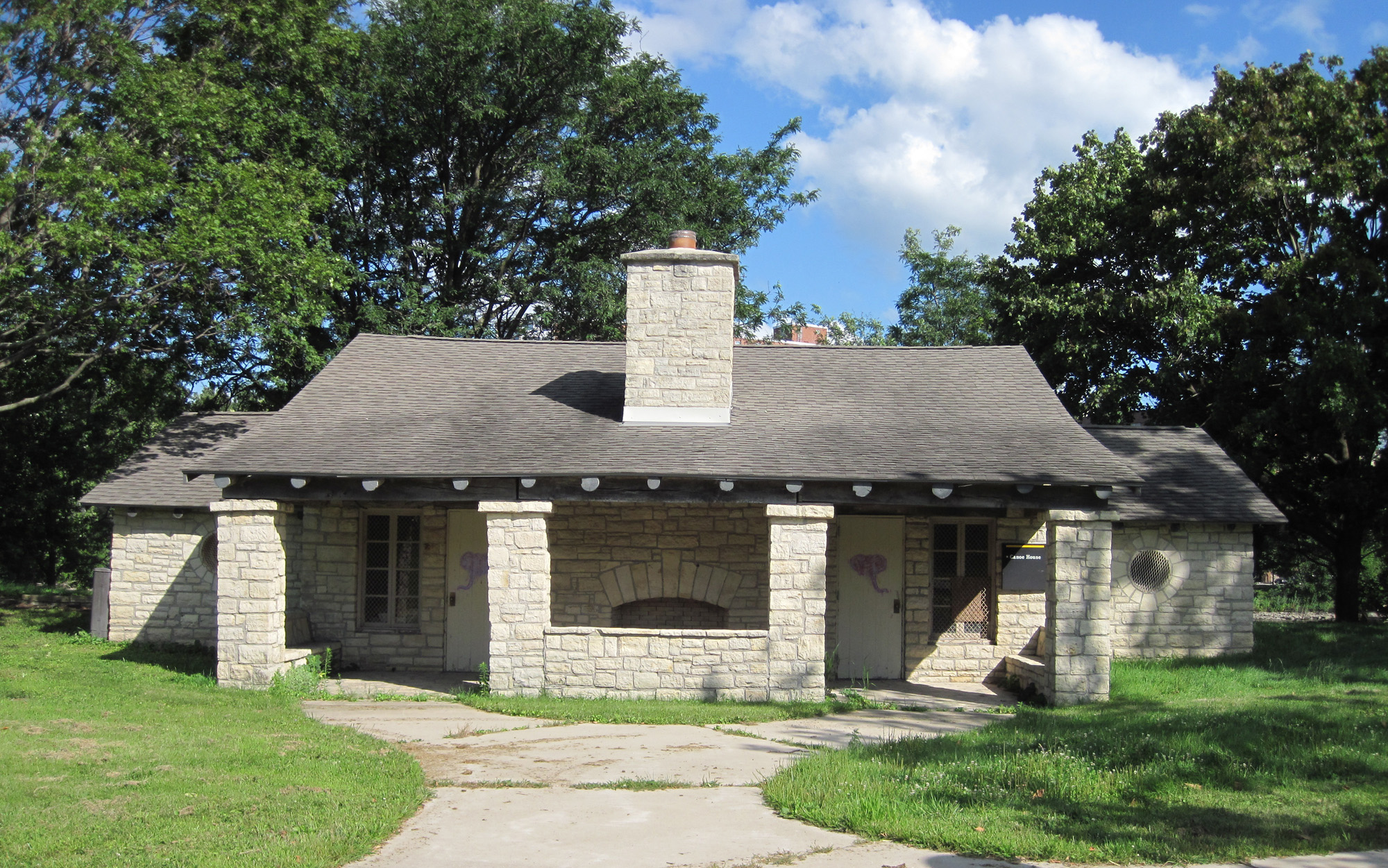
De WPA bouwde in 1937 het Canoe House op de campus van de Universiteit van Iowa in Iowa City.

Ook de Works Projects Administration (WPA), het grootste overheidsagentschap van de New Deal van president Franklin Delano Roosevelt, is verantwoordelijk voor de bouw van een aantal rustieke bouwwerken. De stijl is vergelijkbaar met die van de National Park Service. Het belangrijkste verschil is dat de harmonie tussen bouwwerk en landschap minder sterk is in de WPA-bouwstijl. Dat verschil kan verklaard worden door de vaak vlakkere landschappen, zonder grote rotspartijen en met minder bomen, waar de WPA bouwde. Hoewel men ernaar streefde horizontale lijnen, platte daken en lokale materialen te gebruiken, zijn de gebouwen nooit zo goed in het landschap geïntegreerd als die van de nationale parken.